# Переяславські князі
Князь Перея́славський — титул правителя міста Переяслава і Переяславського князівства, титул правителя Переяславської землі у XI-XIII століттях.
Першим переяславським князем був Всеволод Ярославич. Серед інших відомих переяславських князів були: Володимир Мономах, Володимир Глібович.

## Переяславське князівство

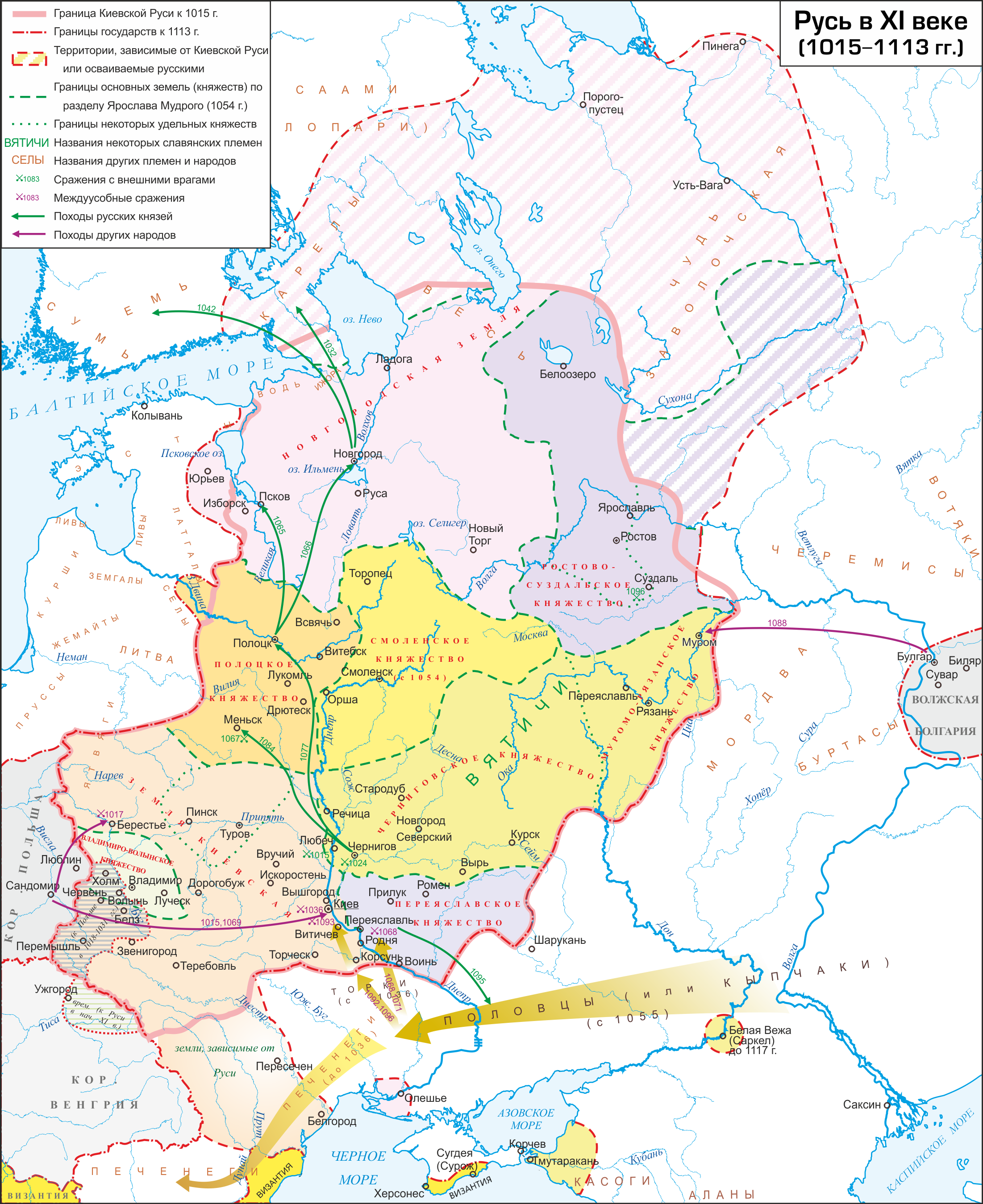
Київська Русь в XI ст.

| 1054-1073 | Всеволод I (син Ярослава I Мудрого)               |
| 1073-1076 | Давид Святославич (син Святослава II)             |
| 1078-1093 | Ростислав I (син Всеволода I)                     |
| 1094-1113 | Володимир Мономах (брат Ростислава)               |
| 1113-1114 | Святослав I (син)                                 |
| 1114-1132 | Ярополк (брат)                                    |
| 1132      | Всеволод II (син Мстислава I Великого)            |
| 1132      | Юрій Долгорукий (син Володимира II Мономаха)      |
| 1132-1133 | Ізяслав Мстиславич (син Мстислава I Великого)     |
| 1134      | В'ячеслав I (син Володимира II Мономаха)          |
| 1135      | Юрій Долгорукий (вдруге)                          |
| 1135-1141 | Андрій Добрий (син Володимира II Мономаха)        |
| 1141-1146 | Ізяслав Мстиславич (вдруге)                       |
| 1146-1149 | Мстислав Ізяславич (син Ізяслава II)              |
| 1149-1152 | Ростислав II (син Юрія I Долгорукого)             |
| 1152-1154 | Мстислав (вдруге)                                 |
| 1154-1169 | Гліб Юрійович (син Юрія I Долгорукого)            |
| 1169-1187 | Володимир II (син Гліба Юрійовича)                |
| 1187-1199 | Ярослав I Красний (син Мстислава Юрійовича)       |
| 1200-1206 | Ярослав II (син Всеволода III Велике Гніздо)      |
| 1206      | Михайло Чернігівський (син Всеволода IV Чермного) |
| 1206-1213 | Володимир III (син Рюрика Ростиславича)           |
| 1213-1215 | Володимир IV (син Всеволода III Велике Гніздо)    |
| 1227      | Всеволод III (син Костянтина Всеволодовича)       |
| 1228-1234 | Святослав II (син Всеволода III Велике Гніздо)    |